# 旧柳生藩家老屋敷

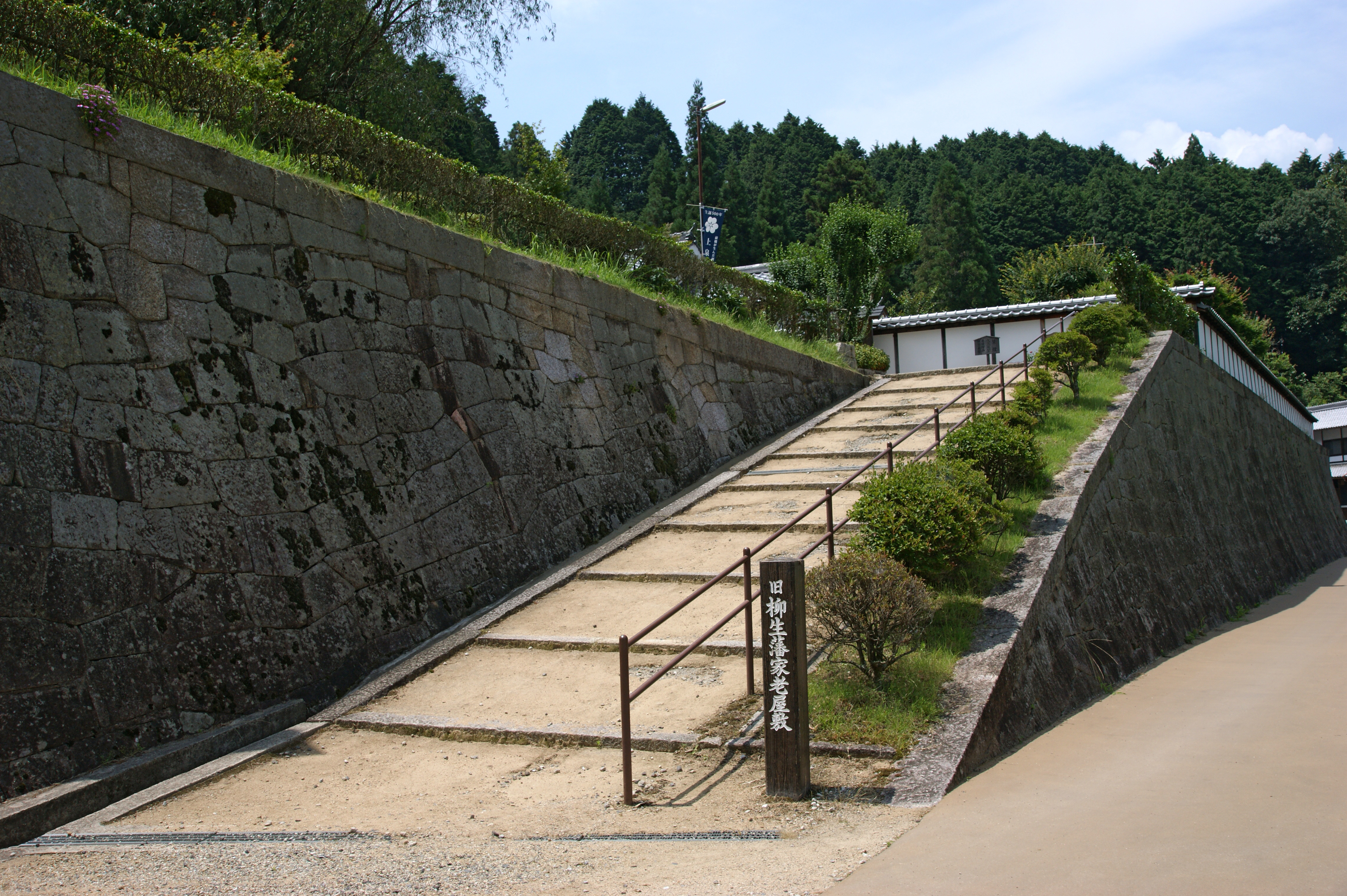
石垣

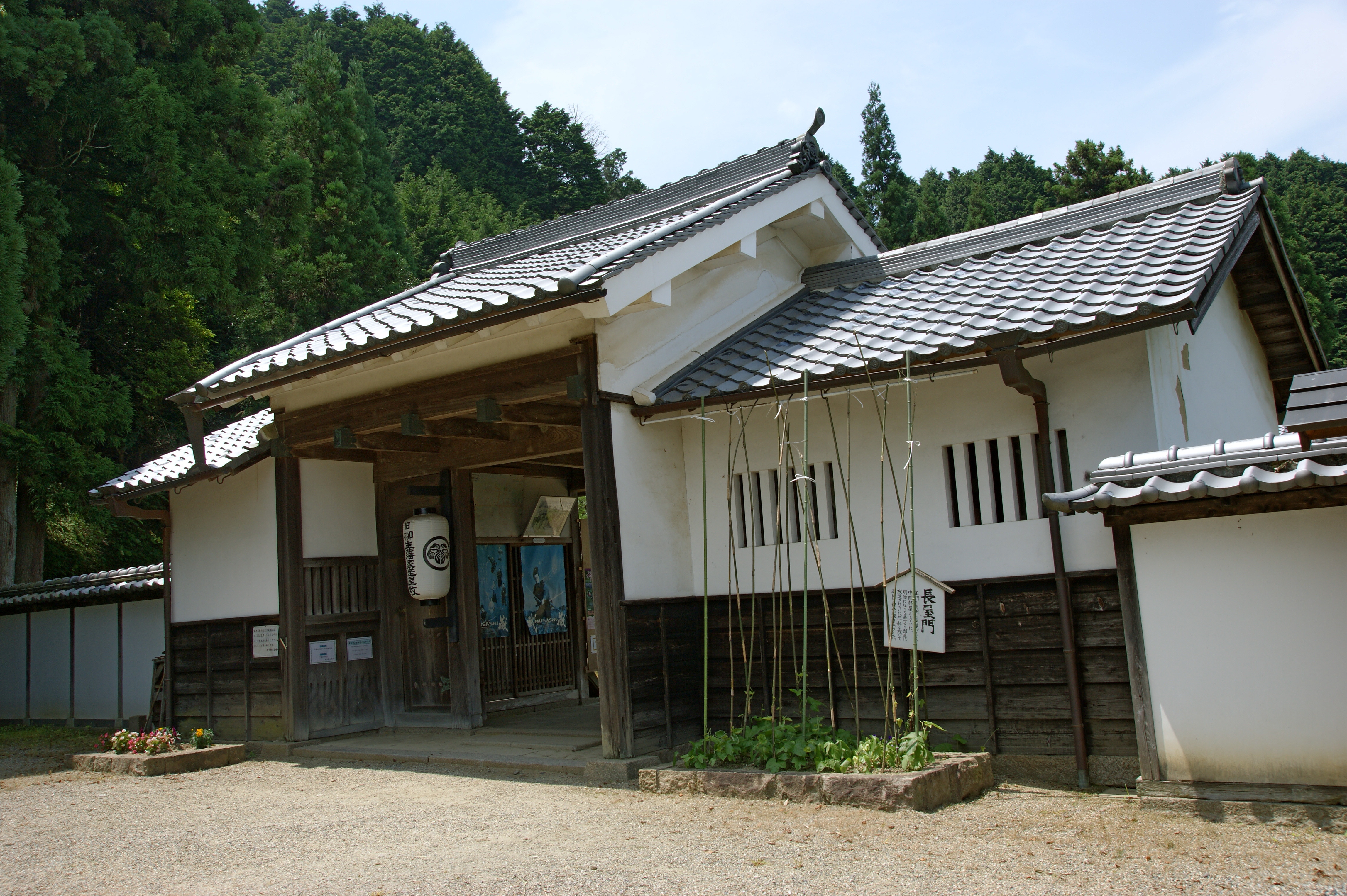
長屋門

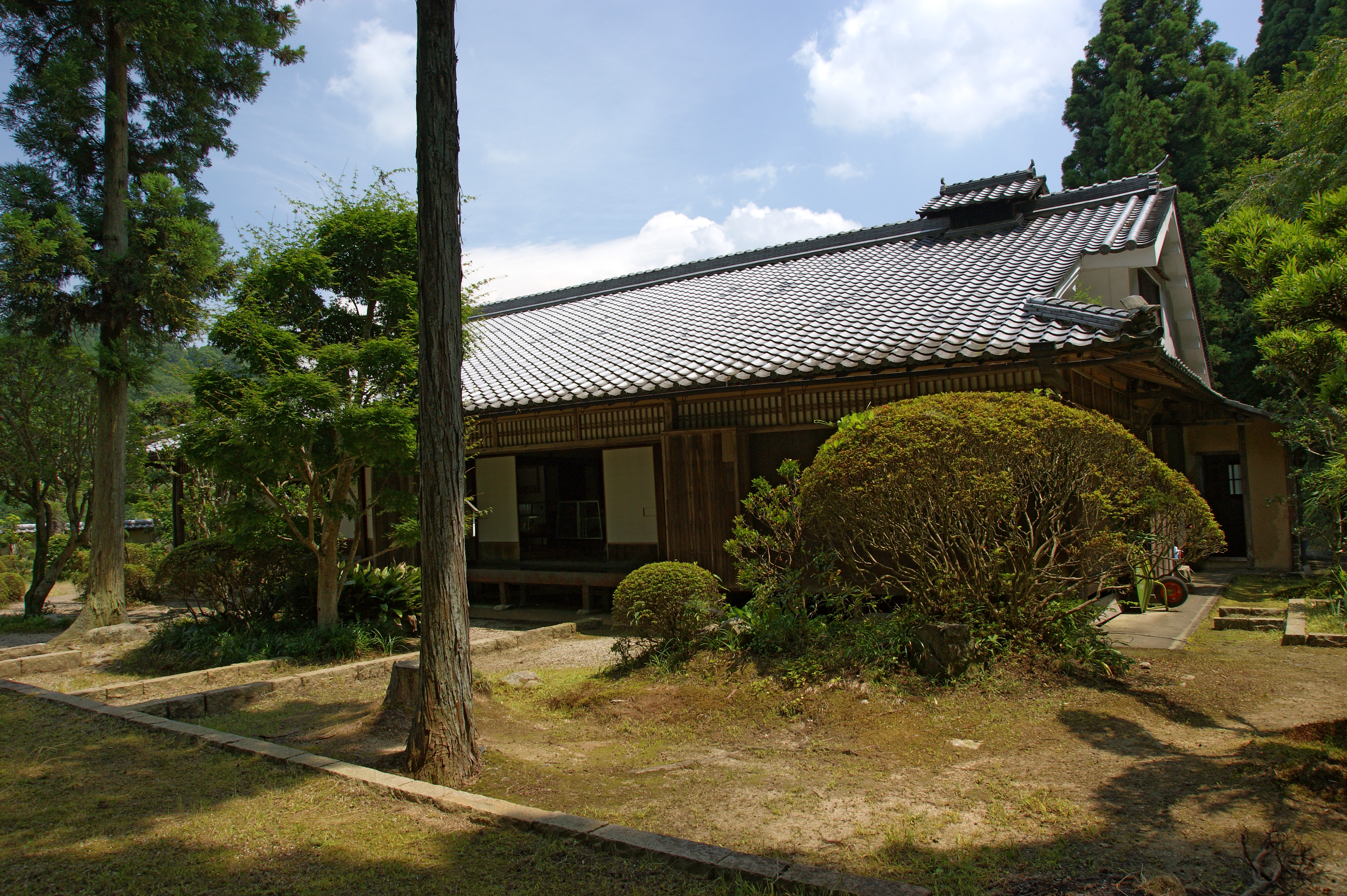
主屋と庭園

旧柳生藩家老屋敷（きゅうやぎゅうはんかろうやしき）は、奈良県奈良市柳生町にある武家屋敷。
かつての柳生藩家老小山田主鈴の隠居宅で、現在は小山田主鈴と柳生藩の資料館として公開されている。奈良県指定文化財。 近年は作家山岡荘八が所有し、柳生宗矩を主人公にした小説「春の坂道」（大河ドラマ化）の構想を練った屋敷としても知られる。

## 建築概要
柳生藩の財政再建を成し遂げた家老小山田主鈴が藩主柳生俊章から賜った土地に営んだ旧隠居宅である。大規模な石垣は天保12年(1841年)に尾張国の石工が築いたと刻まれている。石垣上の屋敷は弘化4年（1847年）8月に着工し、嘉永元年（1848年）6月に上棟された。
1964年に作家山岡荘八の所有となり、山岡没後の1980年に山岡の遺志により遺族山岡賢二から奈良市に寄贈され、庭園と塀、主屋を補修した後1981年11月1日から小山田主鈴と柳生藩および山岡荘八に関する資料館として公開された。
　

## 利用情報
- 開館時間 - 9：00～17：00（入館は16：30まで）
- 休館日 - 12月27日～1月4日
- 所在地 - 〒630-1237　奈良県奈良市柳生町155-1

## 交通アクセス
- 近鉄奈良線 近鉄奈良駅 から奈良交通バスで柳生・邑地中村行きで50分、「柳生上」下車、徒歩5分

## 周辺
- 柳生城
- 柳生陣屋
- 芳徳寺
- 天石立神社
- 柳生街道